# Looker
Looker Data Sciences (здійснює операції як Looker) — американська компанія з розробки програмного забезпечення з міста Санта-Крус (Каліфорнія). Looker розробляє платформу business intelligence.

## Історія
Компанію заснували в січні 2012 Ллойд Табб (англ. Lloyd Tabb) та Бен Портерфілд (англ. Ben Porterfield) у місті Санта-Крус, штат Каліфорнія. Продукт виріс із досвіду Табба у створенні програмного забезпечення для таких компаній як Netscape, LiveOps, та Luminate.
Looker використовує просту мову моделювання яка називається LookML, яка дозволяє командам що працюють з даними описувати зв'язки в своїх базах даних, так що бізнес-користувачі можуть досліджувати, зберігати і завантажувати дані без обов'язкового знання мови запитів SQL.
Їхній продукт став першою комерційною business intelligence платформою орієнтованою на масштабовані та масивно-паралельні реляційні системи керування базами даних, такі як Amazon Redshift, Google BigQuery, HP Vertica, Netezza, та Teradata.
6 червня 2019 року компанія Google анонсувала придбання платформи Looker за $2,6 млрд. готівкою. Після завершення угоди, наміченої на кінець цього року, Looker увійде до складу Google Cloud, що об'єднує всі хмарні сервіси компанії. Для Google це найбільша угода з 2014 року, коли було придбано компанію Nest, виробника пристроїв для розумного будинку, вартість угоди склала $3,2 млрд.

## Продукти й сервіси
Після доєднання Looker до екосистеми продуктів Google, назва «Looker Studio» перейшла до сервісу візуалізації даних Google Data Studio. Наразі в Google Cloud доступні наступні продукти, об'єднанні назвою Looker:
- Looker for BI — сервіс візуалізації великих даних, що надає аналітику в реальному часі
- Looker Embedded — сервіс для створення вбудованої аналітики
- Looker (Google Cloud core) — керування Looker із консолі Google Cloud
- Looker Modeler — централізація й уніфікація даних із різних джерел
- Looker Studio — безкоштовний сервіс візуалізації даних
- Looker Studio Pro — платна версія сервісу візуалізації, із розширеними функціями.[5]